# Històries per no explicar
Històries per no explicar (títol original en castellà, Historias para no contar) és una pel·lícula còmica espanyola de 2022, dirigida per Cesc Gay que conté cinc històries curtes dins de si mateixa. Comprèn un repartiment coral format per actors com Maribel Verdú, Jose Coronado o Anna Castillo, entre d'altres. S'ha doblat al català per TV3.

## Sinopsi
La pel·lícula, que està dividida en els següents segments: «Tengo ganas de verte», «Sandra», «Los martes y los jueves», «Me has hecho muy feliz estos meses» i «Paris». Tracta de trobades inesperades, moments ridículs o decisions absurdes, amb una mirada àcida i compassiva a la incapacitat per a governar les nostres pròpies emocions.

## Repartiment
- Anna Castillo com a Laura
- Chino Darín com a Álex
- Javier Rey com a Raúl
- Alex Brendemühl com a Luis
- Antonio de la Torre com a Carlos
- María León com a Ana
- Eva Reyes com a Sandra
- Maribel Verdú com a Blanca
- Alexandra Jiménez com a Carol
- Nora Navas com a Ángela
- José Coronado com a Andrés
- Alejandra Onieva com a Bárbara
- Javier Cámara com a David
- Quim Gutiérrez com a Edu
- Brays Efe com a Jota
- Verónica Echegui com a Sofía
- Eudald Font com a Artur